# إنيكس جان تشارلز
إينكس جان تشارلز (بالفرنسية: Enex Jean-Charles)
(ولد في 18 يوليو 1960) هو سياسي من هايتي كان رئيس وزراء هايتي من مارس 2016 حتى مارس 2017.